# Jean-François Collas de Courval
Jean-François Hyérôme Collas de Courval est un homme politique français né le 30 août 1765 à Argentan (Orne) et décédé le 30 janvier 1816 au même lieu.
Procureur impérial sous le Premier Empire, il est député de l'Orne en 1815, pendant les Cent-Jours.

## Sources
- « Jean-François Collas de Courval », dans Adolphe Robert et Gaston Cougny, Dictionnaire des parlementaires français, Edgar Bourloton, 1889-1891 [détail de l’édition]